# Norra Tjålmejaure
Norra Tjålmejaure är en sjö i Arjeplogs kommun i Lappland och ingår i Umeälvens huvudavrinningsområde. Sjön har en area på 3,25 kvadratkilometer och ligger 741,1 meter över havet. Norra Tjålmejaure ligger i Laisälven Natura 2000-område.

## Delavrinningsområde
Norra Tjålmejaure ingår i det delavrinningsområde (735208-151741) som SMHI kallar för Utloppet av Norra Tjålmejaure. Medelhöjden är 851 meter över havet och ytan är 16,44 kvadratkilometer. Räknas de 14 avrinningsområdena uppströms in blir den ackumulerade arean 248,11 kvadratkilometer. Barasjåkkå som avvattnar avrinningsområdet har biflödesordning 4, vilket innebär att vattnet flödar genom totalt 4 vattendrag innan det når havet efter 468 kilometer. Avrinningsområdet består mestadels av kalfjäll (80 procent). Avrinningsområdet har 3,25 kvadratkilometer vattenytor vilket ger det en sjöprocent på 19,7 procent.